# Louis Hardiquest
Louis Hardiquest (Hoegaarden, 15 de diciembre de 1910-Hoegaarden, 20 de enero de 1991) fue un ciclista belga que fue profesional entre 1932 y 1940.
Durante su carrera profesional consiguió 22 victorias, entre las cuales destaca el Tour de Flandes de 1936. 

## Palmarés
- 1932
  - 1º en la Ronde de Haspengouw
  - Vencedor de una etapa de la Volta a Cataluña
- 1933
  - 1º en  Deurne-Zuid
  - 1º en el Circuito de las Regiones Flamencas
  - 1º en el Tour de Corrèze
- 1934
  - 1º en el Circuito de Morbihan
  - 1º en el Circuito de las Regiones Flamencas
- 1935
  - 1º en Berchem
  - 1º en Paris-Belfort
  - Vencedor de una etapa del Tour del Oeste
- 1936
  - 1º en el Tour de Flandes
  - 1º en la Bruselas-Queue du Bois
  - 1º en Boom
  - 1º en Elsene
  - 1º en Wavre
  - Vencedor de una etapa del Tour del Oeste
- 1937
  - 1º en la París-Boulogne-sur-Mer
  - 1º en Gran Premio de Haspengouw
  - 1º en Hoegaarden
  - 1º en Wavre
- 1938
  - 1º en Berchem
  - 1º en la Tielt-Amberes-Tielt

### Resultados al Tour de Francia
- 1933. Abandona (8ª etapa)
- 1934. Abandona (6ª etapa)
- 1935. Abandona (15.ª etapa)